# Acantholimon salangensis
Acantholimon salangensis är en triftväxtart som beskrevs av Bokhari. Acantholimon salangensis ingår i släktet Acantholimon och familjen triftväxter. Inga underarter finns listade i Catalogue of Life.